# Opere di Gō Nagai
Quello che segue è un elenco di manga di Go Nagai. Nel corso della sua carriera, Nagai ha creato più di 360 titoli. Questo non è un elenco completo dell’opera di Nagai. In esso vi sono inserite serie lunghe o brevi; sono escluse le storie autoconclusive, le illustrazioni e materiale simile; serie create da autori terzi su soggetto originale di Nagai (esempio: Amon - The Darkside of Devilman di Yu Kinutani); l’intera produzione legata al campo dell’animazione. Nel corso degli anni, le opere di Nagai sono state ristampate in svariati formati. I titoli sono qui indicati in prima edizione in formato tankōbon. Le edizioni italiane possono presentare delle variazioni nel numero complessivo di volumi (esempio: Violence Jack 45 tankōbon in Giappone/18 volumi in Italia).
| Titolo | Anno      | Volumi |
| --- | --------- | ------ |
| Mazinga Z (マジンガーZ, Majingā Zetto ?)                                                                                                 | 1972-1974 | 5      |
| Mazinga Z (マジンガーZ, Majingā Zetto ?) Disegni di Gosaku Ota                                                                           | 1972-1974 | 5      |
| Il grande Mazinga (グレートマジンガー, Gurēto Majingā?)                                                                                  | 1974-1974 | 2      |
| Il grande Mazinga (グレートマジンガー, Gurēto Majingā?) Disegni di Gosaku Ota                                                            | 1974-1975 | 4      |
| UFO Robot Goldrake (ＵＦＯロボグレンダイザー, Yūfō Robo Gurendaizā?)                                                                     | 1975-1976 | 2      |
| UFO Robot Goldrake (ＵＦＯロボグレンダイザー, Yūfō Robo Gurendaizā?) Disegni di Gosaku Ota                                               | 1975-1977 | 5      |
| UFO Robot Goldrake (ＵＦＯロボグレンダイザー, Yūfō Robo Gurendaizā?) Disegni di Eiji Imamichi                                            | 1975-1977 | 1      |
| Grendizer Giga (グレンダイザー ギガ, Gurendaizā Giga?)                                                                                   | 2014      | 2      |
| God Mazinger (ゴッドマジンガー, Goddo Majingā?)                                                                                          | 1984      | 4      |
| MazinSaga (マジンサーガ, Majinsāga?) | 1990-2012 | 6      |
| Z Mazinger (Zマジンガー, Z Majingā?) | 1998-2000 | 5      |
| Mazinkaiser (マジンカイザー, Majinkaizaa?)                                                                                               | 2001      | 1      |
| Mazinkaiser (マジンカイザー, Majinkaizaa?) Disegni di Naoto Tsushima                                                                     | 2003      | 1      |
| Mazinkaiser SKL (マジンカイザーSKL, Majinkaizaa SKL?) Disegni di Kazumi Hoshi                                                            | 2010-2011 | 3      |
| Mazinger Angels (マジンガーエンジェル, Majinga Enjeru?) Disegni di Akihiko Niina                                                         | 2004-2006 | 4      |
| Mazinger Angels Z (マジンガーエンジェルＺ, Majingā Enjeru Z?) Disegni di Akihiko Niina                                                   | 2008      | 2      |
| Shin Mazinger Zero (真 マ ジ ン ガ ー ZERO, Majingā Zero?) Disegni di Yoshiaki Tabata e Yuuki Yogo                                       | 2009-2012 | 9      |
| Mazinger Otome (マジンガー乙女, Majingā Otome?) Disegni di Mikio Tachibana                                                               | 2009      | 2      |
| Getter Robot (ゲッターロボ, Gettā Robo ?)                                                                                                | 1974-1975 | 3      |
| Getter Robot G (ゲッターロボG, Gettā Robo G ?) Disegni di Ken Ishikawa                                                                   | 1975      | 2      |
| Getter Robot Go (ゲッターロボ號, Gettā Robo Gō ?) Disegni di Ken Ishikawa                                                                | 1991-1993 | 7      |
| Shin Getter Robot (真ゲッターロボ, Shin Gettā Robo ?) Disegni di Ken Ishikawa                                                            | 1997      | 2      |
| Getter Robot Arc (ゲッターロボアーク, Gettā Robo Āku ?) Disegni di Ken Ishikawa                                                          | 2002-2003 | 3      |
| Getter Robot Hien (ゲッターロボ飛焔, Gettā Robo Hien ?) Disegni di Naoto Tsushima                                                        | 2007      | 3      |
| Violence Jack (バイオレンスジャック, Baiorensu Jakku ?)                                                                                  | 1973-1990 | 45     |
| Violence Jack Mao Korin Hen (バイオレンスジャック魔王降臨編, Baiorensu Jakku maō kōrinhen ?)                                             | 1993      | 1      |
| Shin Violence Jack (新バイオレンスジャック, Shin Baiorensu Jakku ?)                                                                      | 2005-2008 | 2      |
| Devilman (デビルマン, Debiruman ?) | 1972-1973 | 5      |
| Devilman - Time Travellers (新デビルマン, Shin Debiruman ?)                                                                              | 1981      | 1      |
| Devilman VS Getter Robot (デビルマン対ゲッターロボ, Debiruman tai Gettārobo ?)                                                           | 2010      | 1      |
| Devilman Saga (デビルマンサーガ, Debiruman Sāga ?)                                                                                       | 2014-2020 | 12     |
| Devillady (デビルマンレディー, Debiruman Redi ?)                                                                                         | 1997-2000 | 17     |
| Devilman G (デビルマンG(グリモワール), Debiruman G (gurimowāru) ?) Disegni di Rui Takatou                                                | 2012      | 5      |
| Devilman VS. Hades (デビルマン対闇の帝王, Debiruman tai yamo no teiō ?) Disegni Team Moon                                                | 2012      | 3      |
| Mao Dante (魔王ダンテ, Maō Dante ?) | 1971      | 3      |
| Mao Dante – Nuova serie (新魔王ダンテ, Shin Maō Dante ?)                                                                                 | 2002-2003 | 4      |
| Mao Dante VS. Getter Robo G (魔王ダンテ対ゲッターロボG, Maō Dante tai Gettārobo G ?)                                                     | 2011      | 1      |
| Jeeg robot d'acciaio (鋼鉄ジーグ, Kōtetsu Jīgu ?)                                                                                        | 1975      | 2      |
| Gloyzer X (グロイザーＸ, Guroizā X ?) Disegni di Panchosu Ishiwata                                                                       | 1976      | 2      |
| Gloyzer X (グロイザーＸ, Guroizā X ?) Disegni di Gosaku Ota                                                                              | 1976-1977 | 2      |
| Gloyzer X (グロイザーＸ, Guroizā X ?) Disegni di Shigeru Akimoto                                                                         | 1976      | 1      |
| La Divina Commedia (ダンテ神曲, Dante Shinkyoku ?)                                                                                       | 1993-1994 | 3      |
| Shutendoji (手天童子, Shutendōji ?) | 1976-1978 | 9      |
| Goumaden Shutendoji (降魔伝 手天童子, Gōma Shutendōji ?) Disegni di Masato Mastumoto                                                     | 1976-1978 | 7      |
| Cutie Honey (キューティーハニー, Kyūtī Hanī?)                                                                                            | 2003      | 2      |
| Cutie Honey (キューティーハニー, Kyūtī Hanī?) Disegni di Ken Ishikawa                                                                    | 1973-1974 | 1      |
| Cutie Honey (キューティーハニー, Kyūtī Hanī?) Disegni di Yuu Okazaki                                                                     | 1973-1974 | 1      |
| Cutie Honey (キューティーハニー, Kyūtī Hanī?) Disegni di Masatoshi Nakajima                                                              | 1973-1974 | 1      |
| Cutie Honey '21 (キューティーハニー天女伝説, Kyūtī Hanī: Tennyo Densetsu?)                                                               | 2001-2003 | 9      |
| Cutie Honey 90s (キューティーハニー90's, Kyūtī Hanī 90’s?)                                                                               | 1992-1993 | 2      |
| Cutie Honey SEED (キューティーハニーSEED, Kyūtī Hanī SEED?) Disegni di Komugi Hoshino                                                    | 2004-2006 | 4      |
| Kamasutra (カーマスート, Kāmasūto?) | 1990      | 4      |
| Kedaman (あにまるケダマン, Ani maru kedaman?)                                                                                            | 1973      | 3      |
| Kekko Kamen (けっこう仮面, Kekkō Kamen?)                                                                                                 | 1974-1978 | 5      |
| Jintaro Sandogasa (じん太郎三度笠, Jin tarō sandogasa?)                                                                                  | 1968      | 1      |
| Riger La bestia divina (獣神ライガー, Jūshin Raigā?)                                                                                     | 1998-1990 | 2      |
| Dongara Musketeers (どんがら三銃士, Dongara Sanjushi?)                                                                                   | 1976-1977 | 1      |
| Omorai (オモライくん, Omorai-kun?) | 1972      | 2      |
| La canaglia in minigonna (おいら女蛮, Oira sukeban?)                                                                                     | 1976-1976 | 7      |
| Burai The Kid (無頼•ザ•キッド, Burai za kiddo?)                                                                                          | 1977-1978 | 5      |
| Dororon Enma-kun (ドロロンえん魔くん, Dororon Enma-kun?)                                                                                 | 1973-1974 | 3      |
| Dororo Enbi-chan (どろろん艶靡ちゃん?)                                                                                                   | 2001      | 1      |
| Kikoushi Enma (鬼公子炎魔?) | 2006      | 1      |
| Dororo to Enma-kun (どろろとえん魔くん?)                                                                                                 | 2013      | 2      |
| Firehawk (バイオレンスカー炎の鷹, En no taka?)                                                                                           | 1977-1978 | 2      |
| Full Metal Lady (フルメタルレディ, Furumetaruredi?)                                                                                      | 1988      | 1      |
| Garla (ガルラ, Garura?) | 1976      | 1      |
| Maboroshi Panty (まぼろしパンティ, Maboroshi panti?)                                                                                     | 1981-1982 | 3      |
| Henkin Tamaider (へんき〜んタマイダー, Henki ~ n tamaidā?)                                                                               | 1981-1982 | 2      |
| Salachia (サラーキア〜我が白銀のマーメイド〜, Salacia ~Waga Hakugin no Mermaid~?)                                                        | 2001      | 1      |
| Shinwa Taisen (神話大戦?) | 1996      | 2      |
| Shishaku no Yakata (死爵の館?) | 1986      | 1      |
| Hanappe Bazooka (花平バズーカ, Hanappe Bazūka?) Testi di Kazuo Koike                                                                     | 1979-1982 | 10     |
| Guerrilla High (ガクエン退屈男, Gakuen taikutsu otoko?)                                                                                  | 1970-1972 | 3      |
| Henchin Pokoider (へんちんポコイダー, Hen chin pokoidā?)                                                                                 | 1976-1977 | 2      |
| Henki~n Tamaider (へんき〜んタマイダー, Henki 〜 n tamaidā?)                                                                             | 1978-1979 | 2      |
| Supeope Chu Gaku (スペオペ宙学, Supeope chūgaku?)                                                                                        | 1978-1979 | 3      |
| Nagai Go SF kessakushū (永井豪SF傑作集?)                                                                                                 | 1971-1981 | 8      |
| Il leone nero (黒の獅士, Kuro no shishi?)                                                                                                | 1978-1979 | 4      |
| La scuola senza pudore (ハレンチ学園, Harenchi Gakuen?)                                                                                  | 1968-1972 | 7      |
| Kikkai-un (キッカイくん, Kikkai kun?) | 1969-1970 | 6      |
| King Bomber (キング ボンバ, King bonba?)                                                                                                 | 1986      | 2      |
| Kinshiro Burai Sakura (金四郎無頼桜?) | 2006      | 3      |
| Zubaban (ズバ蛮?) | 1972      | 3      |
| Dundun l’eroe (勇士ダンダン, Yuushi Dandan?)                                                                                             | 1994      | 1      |
| Wakabakasama (若バカさま, Wakabaka-sama?)                                                                                                | 1978      | 2      |
| V (V?) | 1990      | 2      |
| Tsubasa no Hito (翼の人?) | 1986      | 1      |
| Harenchi Komon Manyuki (ハレンチ紅門マン遊記, Harenchi benimon man?)                                                                     | 1994      | 2      |
| Time Slipper Tamahime (タイム・スリッパー珠姫, Taimu surippā tama hime?)                                                                 | 2011      | 2      |
| This is Daisuke (This is 大介?) | 1982      | 2      |
| The Bird (ザ・バード, Za bādo?) | 1994      | 2      |
| Tetsu Senshi Musashi (鉄戦士ムサシ?) | 1982      | 2      |
| Iron Virgin Jun (鉄の処女JUN , Tetsu no shojo JUN ?)                                                                                     | 1983      | 1      |
| Tenku no Inu (天空之狗 ?) | 2004      | 4      |
| Sharaku (帝都女記者伝 写•らく, Teito Jokishaden Sha-raku?)                                                                               | 2001-2002 | 1      |
| Taiga (大 牙 ?) | 1995      | 2      |
| Susano Oh (凄ノ王?) | 1979-1981 | 9      |
| Susano Oh Densetsu Hi Kami Ko (凄ノ王伝説火神子?)                                                                                        | 1985-1986 | 7      |
| Shin Susano Oh (新•凄ノ王 ?) | 1987      | 1      |
| Susano Oh Densetsu Yami no Majin Hen ( 凄ノ王伝説•闇の魔人編?)                                                                           | 1989-1990 | 7      |
| Supuman (スープーマン ?) | 1983      | 3      |
| Super Saiyuki (スーパー西遊記 ?) | 1989      | 1      |
| Space School (スペオペ宙学, Supeope Chu Gaku?)                                                                                           | 1978-1979 | 1      |
| Shinrei Tantei Occult Dan (心霊探偵オカルト団 ?) In collaborazione con Hiroshi Koenji e Ken Ishikawa                                     | 1976      | 4      |
| Shayakko Holmes (シャーヤッコ・ホームズ, Shāyakko hōmuzu?)                                                                               | 1979      | 1      |
| Sengun (戦群 ?) Soggetto di Eiji Yoshikawa                                                                                               | 2000      | 6      |
| Haru Ichiban (青春(はる)一番, Seishun Ichiban?) Testi di Hiroshi Koenji                                                                  | 1980-1981 | 2      |
| Ryoko Shounendan (リョコー少年団, Ryokō shōnendan?)                                                                                      | 1976      | 1      |
| Robochoi Ace (ロボチョイA, Robochoi A?)                                                                                                  | 1992      | 2      |
| Rambo Sensei (ランボーセンセー, Ranbōsensē?)                                                                                             | 1986-1987 | 1      |
| Omorai-kun (オモライくん?) | 1972      | 2      |
| Oira Sukeban (おいら女蛮?) | 1974-1976 | 7      |
| Occult Dan D3 (オカルト団D3?) Disegni di Ochazuke Nori                                                                                   | 2005      | 1      |
| Nandemo Chiiko (なんでもちイ子?) | 1974      | 1      |
| Nagai Go Kessakushū (永井豪傑作選 ?) | 1974      | 3      |
| Nagai Go Ecchi Manga Selection (永井豪エッチまんがセレクション ?)                                                                        | 2003      | 3      |
| Utamaro - Il pittore visionario (夢幻ウタマロ, Mugen Utamaro?)                                                                           | 2010      | 1      |
| Mist Story (ミストストーリー, Misutosutōrī ?)                                                                                            | 1991      | 1      |
| Memory Glass (メモリーグラス, Memorī gurasu?)                                                                                            | 1995      | 2      |
| Midnight Soldier (真夜中の戦士, Mayonaka no Senshi?)                                                                                     | 1974      | 2      |
| Maro (まろ ?) | 1972      | 3      |
| The Devil King Gallon (魔神王ガロン, Majinō garon?) Soggetto Osamu Tezuka                                                                | 2004      | 2      |
| Mild 7 (まいるど7, Mairudo 7?) | 2005      | 3      |
| Kinti il cowboy (馬子っこきん太, Magokkokin futoshi?)                                                                                    | 1968      | 2      |
| Maeda Toshie (前田利家?) | 2007      | 3      |
| Goemon Sensei (ゴエモン先生?) | 1980      | 2      |
| Mashin gan keiji (マシンガン刑事?) | 1989      | 1      |
| Lovely Angel (ラブリーエンジェル, Raburīenjeru?)                                                                                         | 1995      | 5      |
| Kowasugiru Nagai Go (怖すぎる永井豪?) | 2012      | 1      |
| Kyūketsu onsen e yōkoso (吸血温泉へようこそ ?)                                                                                           | 1997      | 1      |
| Koppou Densetsu Yume Hissatsuken (骨法伝説夢必殺拳?)                                                                                     | 1987      | 5      |
| Konran Rettou (混乱列島 ?) | 1977      | 1      |
| Kishin (機神?) | 1999      | 5      |
| Kaiketsu Shuffle (ガルラ, Kai suguru shaffuru?) Disegni di Ken Ishikawa                                                                  | 1986      | 1      |
| Kabushiki Kaisha Tokugawa Ieyasu (株式会社徳川家康?)                                                                                     | 1991      | 5      |
| Cronache delle guerre demoniache ( 永井豪SF怪奇傑作選 邪神戦記, Nagai Go SF kaiki kessakushū jashin senki?)                              | 2013      | 1      |
| Iyahaya Nantomo (イヤハヤ南友?) | 1975      | 7      |
| Ippatsu Hyakuman Moushiukeru Sousou (一発百万申し受け候?) Testi di Michitsuna Takahashi                                                  | 1991      | 1      |
| Ichimotsu-kun (いちもつクン ?) | 1976-1977 | 1      |
| Iron Muscle (アイアンマッスル?) | 1983      | 5      |
| Hojo Soun (北条早雲?) | 2013      | 1      |
| GOGASHA (幻選短編集 豪画沙 GOGASHA, Maboroshisen tan henshū gōga isago GOGASHA?)                                                         | 2017      | 2      |
| Date Masamune (伊達政宗,Date masashi mune?)                                                                                              | 2004      | 4      |
| Gou-chan Magajin (豪ちゃんマガジン,Tsuyoshi chan magajin?)                                                                               | 2007      | 1      |
| Gekiga kaito Lupin (劇画・怪盗ルパン,Gekiga kaitō rupan?)                                                                                | 1984      | 10     |
| Go-Go Girls! 1968-73 (永井豪 美少女マンガコレクション Go-Go Girls! 1968-73, Nagai Go bishōjo manga korekushon Go - Go Girls! 1968 - 73?) | 2014      | 1      |
| Animard (ゲーム戦士アニマード,Gēmu senshi animādo?)                                                                                      | 1991      | 1      |
| Gakuen Bangaichi (学園番外地 ?) | 1969-1970 | 2      |
| Dynamic Heroes (ダイナミックヒーローズ, Dainamikkuhīrōzu?) Disegni di Kazuhiro Ochi e Dynamic                                            | 2005      | 4      |
| Dynamic Superobot Wars (ス－パ－ロボット列伝, Dainamik robotto retsuden?)                                                                | 2002      | 1      |
| Il pazzo mondo di Go Nagai (ＣＢキャラ永井豪ワールド, CB kyara nagai gō wārudo ?)                                                        | 1992      | 1      |
| Honoo no Tora Shingen (炎の虎信玄 甲斐の猛虎と越後の ?)                                                                                  | 2009      | 2      |
| Fire Falcon (炎の鷹,Honō no taka?) | 1978      | 2      |
| Henchin Tamaider (へんき～んタマイダー, Henki ～ n tamaidā?)                                                                             | 1998      | 2      |
| Henchin Tamaider (へんちんポコイダー, Hen chin pokoidā?)                                                                                 | 1976-1977 | 2      |
| Harenchi Golfer Jube (ハレンチゴルファー十べえ ?)                                                                                        | 2005      | 1      |
| Gekiman! Z & Great Edition (激マン!Z&グレート編, Geki man ! Z & Gurētohen?)                                                              | 2018      | 1      |
| Gekiman! Cutie Honey Hen (激マン！キューティーハニー編?)                                                                                 | 2016      | 3      |
| Gekiman! - Mazinger Z Hen (激マン! マジンガーZ編, Geki man ! Majingā hen?)                                                               | 2014      | 5      |
| Gekiman! ( 激マン!?) | 2010      | 6      |
| Drag Kyoryu Tsurugi (ドラグ恐竜剣, Drag Kyoryu Tsurugi ?)                                                                                | 1995      | 1      |
| Dosu Ryou (ドス竜 ?) | 1990      | 1      |
| Dokuro no Yakata (髑髏の館―永井豪ホラー短編集, Sharekōbe no kan ― nagai go horā tan henshū ?)                                            | 1995      | 1      |
| Densoujin Barubar (電送人バルバー ?) | 1977      | 1      |
| Cinderella Knight (シンデレラ騎士, Shinderera kishi ?)                                                                                   | 1981      | 2      |
| Ufo Girl (超少女UFO, Chō shōjo UFO?) | 1983      | 1      |
| Chowman (超マン, Chō man ?) | 1978      | 2      |
| Chibi Monster Yadamon (ちびっこ怪獣ヤダモン, Chibikko kaijū yadamon ?)                                                                   | 1999      | 1      |
| Change! Sabu (チェンジ!さぶ, Chenji ! Sabu ?)                                                                                            | 1976      | 1      |
| Bravo!! Sensei (ブラボー!! 先生, Bura bō !! sensei ?)                                                                                    | 1999      | 1      |
| Battle HawK (バトルホーク, Batoru hōku ?) Disegni di Ken Ishikawa                                                                        | 1979      | 1      |
| Barabanba (バラバンバ ?) | 1983      | 2      |
| Barabanba 2 (バラバンバ２ ?) | 1987      | 2      |
| Bakuratsu Kyoushitsu ( バクラツ教室?) | 1975      | 1      |
| Aztekaizer (アステカイザー, Asutekaizā ?) Disegni di Ken Ishikawa                                                                        | 1976      | 1      |
| Araa-kun (アラーくん ?) | 1969      | 1      |
| Abashiri ikka (あばしり一家?) | 1969-1973 | 15     |
| 00 Gakuen Spy Daisakusen (00学園 スパイ大作戦, 00 gakuen supai dai sakusen ?)                                                            | 1981      | 3      |
| Viva! Joshi Puroresu (ビバ！女子プロレス?)                                                                                               | 1980      | 1      |